# Antherostele
Antherostele é um género botânico pertencente à família Rubiaceae.

## Espécies
- Antherostele banahaensis
- Antherostele callophylla
- Antherostele grandistipula
- Antherostele luzoniensis